# Morze potworów
Morze potworów (ang. The Sea of Monsters) – druga książka z cyklu Percy Jackson i bogowie olimpijscy autorstwa amerykańskiego pisarza Ricka Riordana. Przedstawiana ona ciąg dalszy historii Percy’ego - syna Posejdona.

## Fabuła
Siódma klasa była dla Percy’ego Jacksona wyjątkowo spokojna. Żaden potwór nie przedostał się do Nowego Jorku, gdzie mieszkał. Ale kiedy w szkole niewinna gra w zbijanego z tyranami z klasy zamienia się w walkę na śmierć i życie z bandą olbrzymów-ludożerców (Lajstryngów), sprawa wygląda naprawdę nieciekawie. Na szczęście, zjawia się przyjaciółka (w następnych tomach dziewczyna) chłopaka, Annabeth Chase i pomaga mu unicestwić olbrzymy, niestety, nie przynosi ona dobrych wieści. Zaczarowane drzewo Thalii (córki Zeusa) zostało celowo zatrute, a przez to magiczna granica schronienia dla półbogów-Obozu Herosów-słabnie z każdym dniem. Obozowicze mają całkowitą pewność, że to wróg zatruł "strażniczkę" Obozu. Razem z Tysonem (cyklopem który chodził z Percym do klasy) jadą zaczarowaną taksówką do obozu, w którym  trzy taksówkarki mówią mu liczby. Od razu po ich przybyciu do obozu przybywa metalowy byk stworzony przez boga Hefajstosa. Gdy Tyson ogarnia sytuację, Annabeth Chase wraz z Percym Jacksonem udają się do nowego obozowego, zmienionego z Chejrona (którego posądzali o otrucie sosny Thalii) na więźnia z Pól Kary. Ten gdy dowiaduje się o misji, w której chcą brać udział, jak na złość przydziela ją Clarisse, największemu wrogowi z herosów Percy’ego i Annabeth. Ci za to ustawiają ucieczkę w której pomagają mu Hermes i Poseidon (jego ojciec) Jeśli lekarstwo-Złote Runo z legendy- nie odnajdzie się na czas, herosi nie będą mieli się gdzie schronić i trenować samoobrony. Jakby kłopotów było za mało, satyr Grover, przyjaciel Percy’ego, został porwany i uwięziony na Morzu Potworów przez cyklopa Polifema, który uznaje satyra za cyklopkę i pragnie się z nim ożenić. Co dziwniejsze, właśnie na tej wyspie znajduje się Złote Runo. Po jakimś czasie znajdują się na statku Clarisse, która także szukała Runa. Razem z nimi jest przyrodni brat Percy’ego, cyklop Tyson. Podczas walki z Charybdą i ze Skyllą, statek tonie. Percy’emu i Annabeth udało się przeżyć, niestety, Tyson nie miał już tyle szczęścia. Szukają ratunku na wyspie, na której znajduje się SPA. Po krótkim czasie okazuje się, że właścicielką SPA jest Kirke, a samo centrum wypoczynkowe jej siedzibą. Zamienia ona Percy’ego w świnkę morską i próbuje nakłonić Annabeth, by ta została czarodziejką i uczyła się w SPA magii. Po uwolnieniu się z wyspy, do czego przyczynili się w dużym stopniu piraci, w tym Czanobrody, Annabeth i Percy (który nie jest już świnką morską) napotykają kolejne niebezpieczeństwo-Wyspę Syren-Sępów z ludzkimi twarzami, które wymarzonym widokiem i śpiewem wabią do siebie podróżnika. Annabeth bardzo chciała usłyszeć Syreny, poprosiła więc Percy’ego, aby ją przywiązał do słupa. Udaje jej się jednak wymknąć i Percy musiał ją uratować. Sam miał zatkane uszy, więc nie był podatny na ich śpiew. Przy okazji zobaczył, czego pragnie Annabeth. W końcu docierają do Wyspy Polifema, gdzie spotykają Clarisse, córkę Aresa (boga wojny). Uwalniają Grovera, pokonują cyklopa i znajdują Tysona. Po przypłynięciu do Miami, polecają Clarisse wziąć Złote Runo i udać się do obozu. Walczą z Lukiem, omamionym przez Kronosa synem Hermesa, który im pomagał w misji. Potem wracają do obozu i wszystko w miarę dobrze się kończy.

### Bohaterowie
Pierwszoplanowi:
- Percy Jackson - główny bohater wszystkich książek z tej serii. Uwielbia niebieskie jedzenie jak jego matka. Nienawidzi Clarisse i podoba mu się jego przyjaciółka Annabeth. Syn Posejdona (boga mórz i oceanów) i Sally Jackson a także przyjaciel satyra Grovera.

- Annabeth Chase - córka Ateny. Ma blond włosy i szare oczy. Przyjaciółka Percy’ego. Między nią a synem Posejdona występują mieszane uczucia,może miłość ale też czasem złość. W przyszłych tomach są razem

Fani książki nazywają ich Percabeth albo Annaberc.
- Grover Underwood - najlepszy przyjaciel Percy’ego. Jest satyrem czyli pół kozłem, pół człowiekiem. Jego zadaniem życiowym jest poszukiwanie Pana lecz w tej części zostaje porwany przez cyklopa, który ciągnie kozłów dzięki Runa.

Drugoplanowi:
- Clarisse - córka Aresa. Nie lubi Percy’ego z wzajemnoscią. Została wyznaczona do misji przejęcia Złotego Runa ale Percy też poszedł wykonać to zadanie myśląc że ona sobie nie poradzi.

- Luke Castellan - zwolennik Kronosa. Próbuje znaleźć Złote Runo aby wskrzesić swego pana. Jest jednym z największych wrogów Percy’ego.

- Tyson - Jest cyklopem i jednocześnie przyrodnim bratem Percy’ego(oczywiście od strony taty). Uwielbia wszelkiego rodzaju konie i kocha swojego brata.

Epizodyczni:
- Polifem - cyklop, który "więził" Grovera myśląc, że satyr jest cyklopką.

- załoga "CSS Birmingham" - załoga żywych trupów ze statku Clarisse.

- załoga "Księżniczki Andromedy" - potwory i herosi również zwolennicy Kronosa. Kapitanem na statku jest Luke.

- Czarnobrody - kapitan pirackiego statku więziony przez Kirke w postaci świnki morskiej

- Thalia - córka Zeusa. Została na końcu książki uwolniona z sosny, w której przebywała wiele lat

- Kirke (Madame Kika) – bogini, która nienawidzi mężczyzn, więziła Percy’ego i wielu innych pod postacią świnki morskiej

- Sally Jackson - mama Percy’ego.Ma obsesję na punkcie niebieskiego jedzenia i kocha swojego syna.

- Chejron - główny koordynator zajęć w Obozie Herosów. Jest centaurem o białej sierści w dolnej części ciała.

- Tantal - zastępował Chejrona jako koordynator zajęć w Obozie Herosów.

- Pan D.(Dionizos) – grecki bóg wina. Jest złośliwy dla herosów, bo jego ojciec - Zeus skazał go na 100 lat prowadzenia Obozu Herosów a on nienawidzi tej pracy oraz nie może pić wina (zmienia mu się w dietetyczną Coca-Colę)

- Lajstrygony - potwory

- Matt Sloan - osiłek szkolny ze szkoły Percy’ego, który nie lubił głównego bohatera

## Ekranizacja
W 2013 roku wszedł do kin film Percy Jackson: Morze potworów, będący adaptacją powieści.

## O autorze i dalsze losy Percy’ego
Percy Jackson i bogowie olimpijscy nie jest jedyną serią, jaką autor stworzył. Rick Riordan wydał dodatkową książkę do powyżej wymienionej serii, a także serię kontynuującą losy Percy’ego napisaną trochę innym językiem, pojawiają się też nowi bohaterowie i lokacja dla herosów. Wszystko to jest dokładnie opisane w serii Olimpijscy herosi. Riordan utworzył jeszcze jedną serię dla młodzieży, a mianowicie Kroniki Rodu Kane, tym razem o tematyce mitologii egipskiej. Pisarz tworzy także serie dla dorosłych. Jedną z popularniejszych jest seria Tres Navarree. Rick Riordan mieszka w San Antonio w Teksasie z żoną i dwoma synami.